# Franz Gerstbrein
Franz Gerstbrein (* 7. Februar 1959 in Straubing) ist ein deutscher Musiker, Arrangeur und Komponist.

## Leben
Franz Gerstbrein wurde als erstes Kind von Johann und Marianne Gerstbrein geboren. Er erhielt seinen ersten Trompetenunterricht bei Gerhard Roßmanith vom Staatstheater Regensburg. Nach seinem Abitur studierte er Trompete bei Walter Uhlemann und Paul Lachenmeier an der Staatlichen Hochschule für Musik in München. Anschließend wurde er 1. Flügelhornist im Heeresmusikkorps 4 in Regensburg, danach Solotrompeter im Musikkorps der Bayerischen Polizei. Seit 1995 ist Gerstbrein als freier Musiker, Arrangeur und Komponist tätig.

## Werke (Auswahl)
- Bayern, Burgen, Blasmusik (Intermezzo)
- Gedanken-Sprünge (Konzert-Polka)
- 2 Freunde für’s Leben (Solopolka)
- Auf der Frühlingswiese (Walzer)
- Herzenswünsche (Walzer)
- Steffi (Polka)
- Jubiläumspolka (Polka)
- Urlaub in Bayern (Walzer)
- Algarve (Marsch)
- Liberalitas Bavariae (Marsch)
- Nepomuk (Polka)

## Arrangements (Auswahl)
- Castaldo-Marsch, Marsch, (Komponist: Rudolf Novacek)
- Auf zu neuen Sternen, Konzertmarsch, (Komponist: Andy Schreck)
- Blasmusik bringt Freude, Polka, (Komponist: Josef Bauer-Zell)
- Glücksbringer Polka, Polka, (Komponist: Bertl Bauer)
- Heimliche Sehnsucht, Walzer, (Komponist: Wolfgang Grünbauer)
- Einmal im Jahr, Walzer, (Komponist: Futurus)
- Eine Reise nach Böhmen, Polka, (Komponist: Michael Kuhn)
- Andulka – Marsch, Marsch, (Komponist: Frantisek Kmoch)